# Ельсберг
Ельсберг (нім. Oelsberg) — громада в Німеччині, розташована в землі Рейнланд-Пфальц. Входить до складу району Рейн-Лан. Складова частина об'єднання громад Наштеттен.
Площа — 4,02 км2. Населення становить 534 ос. (станом на 31 грудня 2020).